# Robert H. Gundry
Robert Horton Gundry é um teólogo e estudioso da Bíblia laureado pelo Seminário Batista de Los Angeles. 
Em 1961 recebeu o titulo de PhD. pela Universidade de Manchester, na Inglaterra e tem ensinado por várias décadas no Westmount College da Califórnia. Ele se tornou um proeminente membro da Sociedade Teológica Evangélica (ETS), e, como tal, assinou a sua afirmação “A inerrância da Bíblia”.

## Publicações
Em 1973 publicou The Church and the Tribulation: A Biblical Examination of Posttribulationism. (A Igreja e a Tribulação: Uma Análise Bíblica do pós-tribulacionismo). Em 1977, ele prosseguiu com outro livro abordando a polêmica sobre o momento da Segunda Vinda, quando publicou First the Antichrist: Why Christ Won't Come Before The Antichrist Does (Primeiro o Anticristo: Porque Cristo virá depois do Anticristo)
Em 1982 ele publicou o polêmico Matthew: A Commentary on His Literary and Theological Art analyzing the Gospel of Matthew (Mateus: Um Comentário à Sua Literatura e a Arte Teológica de analisar o Evangelho de Mateus). Aqui neste trabalho Gundry utiliza a crítica de redação. Assim, ele argumentou que Mateus adaptou a história de Jesus para atrair o público-alvo. Isso provocou uma grande controvérsia na Sociedade Evangélica Teológica.
Gundry sustentou que seu trabalho não questionou a infalibilidade de Mateus. Ao contrário, ele argumentou que a inerrância deve ser considerado à luz da intenção autoral. Mateus, afirma Gundry, "trata-nos a história misturada com elementos que não podem ser chamados históricos no sentido moderno." Assim, o livro de Mateus não deve ser medido contra os padrões do gênero de escrita histórica moderna, a fim de ser chamado inerrante. Por outro lado, "Lucas afirma uma finalidade histórica ao longo das linhas que funcionam mais para a história moderna da escrita..."
Gundry foi apoiado por uma parcela significativa da ETS, e um executivo da Sociedade analisou o caso. No entanto, uma campanha contra o teólogo foi lançada, liderada por Norman Geisler. Esta campanha foi bem-sucedida e em dezembro de 1983 Gundry demitiu-se da ETS.
No Outono de 2001, Robert H. Gundry falou no ETS "Jesus the Word According to John the Sectarian. A Paleofundamentalist Manifesto For Contemporary Evangelicalism Especially its Elites in North America." (A Palavra de Jesus, de acordo com o sectarismo de João. Um Manifesto Paleo-fundamentalista no Evangelicalismo Contemporâneo especialmente as elites da América do Norte.) Nessa mensagem, Gundry sugeriu que "Nessas circunstâncias à palavra da cristologia joanina, norteia os evangélicos a tomar um rumo sectário, um retorno, mutatis mutandis, para o fundamentalismo e dos autores, no início do século XX".